# Вотчинний суд
Вотчинний суд — суд, який чинив над своїми підданими власник вотчини або помістя. У Київській Русі вотчинне судочинство здійснювалося феодальною знаттю щодо невільників та закупів. На українських землях у складі Великого князівства Литовського та Корони Польської вотчинний суд виступав як суд 1-ї або ж 2-ї інстанції після слідства і вироку копного суду. В дещо модифікованому вигляді проіснував до судової реформи 1864.